# Ренаола (Перуђа)
Ренаола је насеље у Италији у округу Перуђа, региону Умбрија.
Према процени из 2011. у насељу је живело 93 становника. Насеље се налази на надморској висини од 330 м.